# بطولة اتحاد جنوب آسيا لكرة القدم 2018
بطولة اتحاد جنوب آسيا لكرة القدم لعام 2018، المعروفة أيضا باسم بطولة اتحاد جنوب آسيا لكرة القدم لكأس سوزوكي 2018، وذلك لأسباب تتعلق بالرعاية، هي الطبعة السابعة من بطولة اتحاد جنوب آسيا لكرة القدم، وهي بطولة لكرة القدم للرجال على الصعيد الدولي كل سنتين لجنوب آسيا التي نظمها اتحاد جنوب آسيا لكرة القدم. وكان من المقرر في البداية أن تستضيفها بنغلاديش في ديسمبر 2017، لكنها أرجئت فيما بعد إلى الفترة من 4 إلى 15 سبتمبر 2018.

## تحديد المضيف
في 2 يناير 2016، اتخذت اللجنة التنفيذية لاتحاد جنوب آسيا لكرة القدم قرارا باستضافة بنغلاديش بطولة اتحاد جنوب آسيا لكرة القدم لعام 2017 في اجتماع عقد في تريفاندروم بالهند. وقدمت المالديف وبوتان عطاءات لاستضافة الألعاب، لكن هذه الأخيرة سحبت عطاءها.
وكانت هذه هي المرة الثالثة التي تستضيف بنغلاديش بطولة اتحاد جنوب آسيا لكرة القدم، بعد فوزها في عام 2003، والوصول إلى نصف النهائي في عام 2009.
وقد أقيم حفل القرعة في 18 أبريل 2018 في دكا.

## المكان
| دكا                    |
| ---------------------- |
| ملعب بانغاباندو الوطني |
| السعة: 36,000          |
|                        |

## الدول المشاركة
| البلد             | الظهور     | أفضل أداء سابق                                   | تصنيف فيفا العالمي 16 أغسطس 2018 |
| ----------------- | ---------- | ------------------------------------------------ | -------------------------------- |
| بنغلاديش (المضيف) | الحادي عشر | البطل (2003)                                     | 194                              |
| بوتان             | الثامن     | الدور نصف النهائي (2008 ‏)                        | 183                              |
| الهند             | الثاني عشر | البطل (1993، 1997، 1999، 2005، 2009، 2011، 2015) | 96                               |
| المالديف          | العاشر     | البطل (2008 ‏)                                    | 150                              |
| نيبال             | الثاني عشر | المركز الثالث (1993)                             | 161                              |
| باكستان           | الحادي عشر | المركز الثالث (1997)                             | 201                              |
| سريلانكا          | الثاني عشر | البطل (1995)                                     | 200                              |

## الحكام
| الحكام - محمد عرفة - سيفاكورن بو-أودوم - رووان أروموغان - حسن أكرمي - حنا حطاب - هيتيكامكانامغي بيريرا | الحكام المساعدون - علي محمد الحسني - سابام كينيدي - بريانغا باليا غوروغي - حسن زهيري - أبيتشيت نوفوان - مانير أحمد دالي |

## مرحلة المجموعات
جميع الأوقات محلية، بتوقيت بنغلاديش القياسي (ت ع م+06:00).

### المجموعة الأولى
| م | الفريق       | لعب | ف | ت | خ | أ.له | أ.ع | أ.ف | نقاط | الحالة            |
| - | ------------ | --- | - | - | - | ---- | --- | --- | ---- | ----------------- |
| 1 | نيبال        | 3   | 2 | 0 | 1 | 7    | 2   | +5  | 6    | تأهل لنصف النهائي |
| 2 | باكستان      | 3   | 2 | 0 | 1 | 5    | 2   | +3  | 6    | تأهل لنصف النهائي |
| 3 | بنغلاديش (H) | 3   | 2 | 0 | 1 | 3    | 2   | +1  | 6    |                   |
| 4 | بوتان        | 3   | 0 | 0 | 3 | 0    | 9   | −9  | 0    |                   |

| نيبال             | 1–2   | باكستان                                 |
| ----------------- | ----- | --------------------------------------- |
| - بيمال ماجار 82' | تقرير | - حسن بشير 36' (ركلة.) - محمد علي 90+6' |

| بنغلاديش                                          | 2–0   | بوتان |
| ------------------------------------------------- | ----- | ----- |
| - توبو بارمان 3' (ركلة.) - محبوب الرحمن سوفيل 47' | تقرير |       |

| نيبال                                                                     | 4–0   | بوتان |
| ------------------------------------------------------------------------- | ----- | ----- |
| - أنانتا تامانغ 21' - سونيل بال 71' - بارات كاواس 79' - نيراجان خادكا 88' | تقرير |       |

| بنغلاديش          | 1–0   | باكستان |
| ----------------- | ----- | ------- |
| - توبو بارمان 85' | تقرير |         |

| باكستان                                          | 3–0   | بوتان |
| ------------------------------------------------ | ----- | ----- |
| - محمد رياض 20' - حسن بشير 29' - فهيم أحمد 90+1' | تقرير |       |

| بنغلاديش | 0–2   | نيبال                                  |
| -------- | ----- | -------------------------------------- |
|          | تقرير | - بيمال ماجار 33' - ناوايوغ شريستا 90' |

### المجموعة الثانية
| م | الفريق   | لعب | ف | ت | خ | أ.له | أ.ع | أ.ف | نقاط | الحالة            |
| - | -------- | --- | - | - | - | ---- | --- | --- | ---- | ----------------- |
| 1 | الهند    | 2   | 2 | 0 | 0 | 4    | 0   | +4  | 6    | تأهل لنصف النهائي |
| 2 | المالديف | 2   | 0 | 1 | 1 | 0    | 2   | −2  | 1    | تأهل لنصف النهائي |
| 3 | سريلانكا | 2   | 0 | 1 | 1 | 0    | 2   | −2  | 1    |                   |

1. 1 2  كانت المالديف وسريلانكا متعادلة على مستوى النقاط، وفارق الأهداف، والأهداف المستقبلة، والتنافس المباشر. تم البت في الفائز بواسطة رمي العملة المعدنيةَ.[4]

| الهند                         | 2–0   | سريلانكا |
| ----------------------------- | ----- | -------- |
| - كورونيان 35' - تشاهنغتي 47' | تقرير |          |

| المالديف | 0–0   | سريلانكا |
| -------- | ----- | -------- |
|          | تقرير |          |

| الهند                                | 2–0   | المالديف |
| ------------------------------------ | ----- | -------- |
| - نيكيل بوجاري 36' - مانفير سينغ 44' | تقرير |          |

## وصلات خارجية
- الموقع الشبكي الرسمي